# Bosvedjan
Bosvedjan är en stadsdel i Sundsvall, cirka fem kilometer norr om Sundsvalls centrum. Brf Bosvedjan, byggd 1966–1969, är Sveriges största HSB-bostadsrättsförening och näst största bostadsrättsförening med 1 033 lägenheter. Stadsdelen bildar tillsammans med Bydalen stadsdelsområdet Bosvedjan i Sundsvalls tätortsregion, en av Sundsvalls kommuns åtta kommundelar.
I området finns även villor och radhus, bland annat i Övre Bosvedjan. I Bosvedjan finns en låg- och mellanstadieskola, Bosvedjeskolan med bibliotek, samt tre förskolor och en före detta kyrka, Bosvedjans kyrka.  
I Bosvedjans centrum finns gym, bowlinghall, två frisersalonger, pizzeria samt veterinärmottagning. Här finns också skulpturgruppen ”Rulting” av Ilhan Koman. Bosvedjan gränsar i söder mot villaområdet Bydalen, där även Bydalens köpcentrum återfinns. Tre kilometer norr om Bosvedjan ligger handelsområdet Birsta.
Bostadsområdet är byggt på utmark som länge har kallats Bosvedjan, och som tillhörde byarna Valknytt och Högom ("Hojen" i folkmun) i Sköns köping, vilken uppgick i Sundsvalls stad år 1965.